# Balatonlelle
Balatonlelle là một thành phố thuộc hạt Somogy, Hungary. Thành phố này có diện tích 43,23 km², dân số năm 2010 là 4921 người, mật độ 114 người/km².